# Chrysolina americana
Chrysolina americana är en skalbagge som härstammar från södra Europa, trots dess artepitet americana. Den lever huvudsakligen på örter såsom rosmarin och lavendel.